# Peperomia cililimba
Peperomia cililimba är en pepparväxtart som beskrevs av C. Dc.. Peperomia cililimba ingår i släktet peperomior, och familjen pepparväxter. Inga underarter finns listade i Catalogue of Life.